# Oust-Louga
Oust-Louga (en ingrien : Laukaansuu, en finnois : Laukaansuu, en russe : Усть-Луга, litt. « Embouchure de la Louga ») est un village et une gare de chemin de fer située dans le raïon de Kingissepp de l'oblast de Léningrad, en Russie. Sa population comptait 2 000 habitants en 2007.

## Géographie
Le village est situé sur le fleuve Louga, près de son embouchure sur la baie de Louga, dans le golfe de Finlande, à 110 km à l'ouest de Saint-Pétersbourg. 

## Description
Oust-Louga était prévu pour devenir un port pour le charbon et les engrais avec une capacité de 35 millions de tonnes par an. Sa construction a démarré en 1997 avec pour objectif d'éviter d'avoir à faire transiter le trafic par les ports des pays baltes. Les travaux furent accélérés par Vladimir Poutine qui l'a inauguré en 2001. Le canal d'approche long de 3 700 mètres permet de recevoir des navires de plus de 150 000 tonnes.
En mai 2008, le président Poutine a confirmé qu'Oust-Louga serait le terminal de Nord Stream 2. 
Le terminal de conteneurs d'Oust-Louga a été créé en décembre 2011. En 2018, le port a traité 98,7 millions de tonnes de marchandises.

## Histoire
Dans la matinée du 4 janvier 2025, durant la guerre d'agression russe contre l'Ukraine, des drones ukrainiens ont attaqué Oust-Louga,,,.